# Транзит (транспорт)
Транзит на транспорті — перевезення вантажу і/або пасажирів з одного місця в інше через проміжні території. Наприклад, міжнародний транзит — це перевезення між двома країнами через територію третьої (транзитної) країни.
На залізничному транспорті транзит може позначати:
- перевезення пасажирів і вантажів, при якій станції відправлення і призначення знаходяться за межами залізниці, по якій проходить транзит;
- перевезення вантажів без перевантаження на проміжних станціях;
- перевезення «транзитних» пасажирів з пересадкою на проміжній станції.

Транзит в цьому ж сенсі вживається і при авіаперевезеннях.